# Megasema bolteri
Megasema bolteri là một loài bướm đêm trong họ Noctuidae.